# 書記言語
書記言語（しょきげんご）とは、文字を媒介とすることを典型とする言語変種の一つ。
一方書き言葉（かきことば）とは、日常会話ではあまり使われず、主として文章を書くときに使われる語句や語法のことである。

## 概要
一般に口頭言語から派生するとされるが、書記言語は発明されるものであり、子供が自然に習得する口頭言語や手話言語とは区別される。書記言語は社会における役割の違いから、同じ言語集団内でも口頭言語と異なる言語変種をなす。また文章を書く際に用いられる言葉遣いを一般に文語といい、「書記言語」との概念の差は不明瞭である。
「書記言語」の対立概念は「口頭言語」である。但し「書記言語」の対立概念を「音声言語」とすることがあり、その場合の「書記言語」は「文字言語」の意味で用いられている可能性がある。

## 各言語との関係

### 文字言語
書記言語は典型的には文字を媒介とする文字言語で表れる。このため両者はしばしば曖昧に用いられる。しかし書記言語を朗読して音声言語として演じることもできる。

### 口頭言語
口頭言語は全ての自然言語に存在し、母語として乳幼児が習得し始めるものであるのに対し、書記言語を持たない言語も少なくなく、その言語が文字を獲得して初めて成立するものである。書記言語しか持たない自然言語は基本的に存在しない。
書記言語の構造は音声言語の音韻論・音声学的体系が表記体系と入れ替わったものであると理解しても間違いではない。ただし後述するように対応する口頭言語とは違う言葉遣いをすることも少なくない。
書記言語の習得には一般に教育が必要とされる。そのため正常な子供が成長に伴い自然に習得する口頭言語とは異なり、識字層しか十分に使いこなすことができない。また方言には書記言語を持たないものが少なくなく、日常会話を方言で行い、公的な場では書記言語によってコミュニケーションをとる話者が多く存在する。そのため書記言語は規範的・公的・価値の高い言語変種と考えられやすく、口頭言語としての方言は非規範的で価値の低い言語変種と考えられやすい。
中近世の覇者の側の価値観では書記言語を持たないことは文明が未発展だと看做され侵略等の正当化の一つとされることがしばしば起こった。書記言語を持たなかった民族にアイヌなどがいる。ソ連時代には、それまでキリル文字を用いなかった言語にもキリル文字が広く使用されるなど、文字の統一や正書法の整備は多くの国家で文化政策の一環として行われてきた。書記言語の統一は宗教とも関わる。ウルドゥー語とヒンディー語は口頭言語ではほとんど同じ言語だが、前者は主としてパキスタンでイスラム教徒がアラビア文字で書き、後者は主としてインドでヒンドゥー教徒がインド系のデーヴァナーガリー文字を用いて書くため、書記言語としては別の言語に見える。
一般に書記言語は口頭言語と比べて変化が遅く、時間が経つにつれ口頭言語が大きく変化して、書記言語と同じ言語とは言い難いほど違ってしまう場合がある。このように用途によって言語が大きく違う状況をダイグロシアという。書記言語も口頭言語を反映して、対応する口頭言語と語彙や文法に余り差がなく、同じ言語を文字で書いたにすぎないと考えられる場合も多い。英語や現代日本語などがその例である。しかし、英語のように表記体系が古い発音を反映していて今の発音と必ずしも対応していない場合もあり、それを書記言語と音声言語の差異としてダイグロシアに含めることもある。